# Atletismo nos Jogos Olímpicos de Verão de 2024 - Revezamento 4x400 m feminino

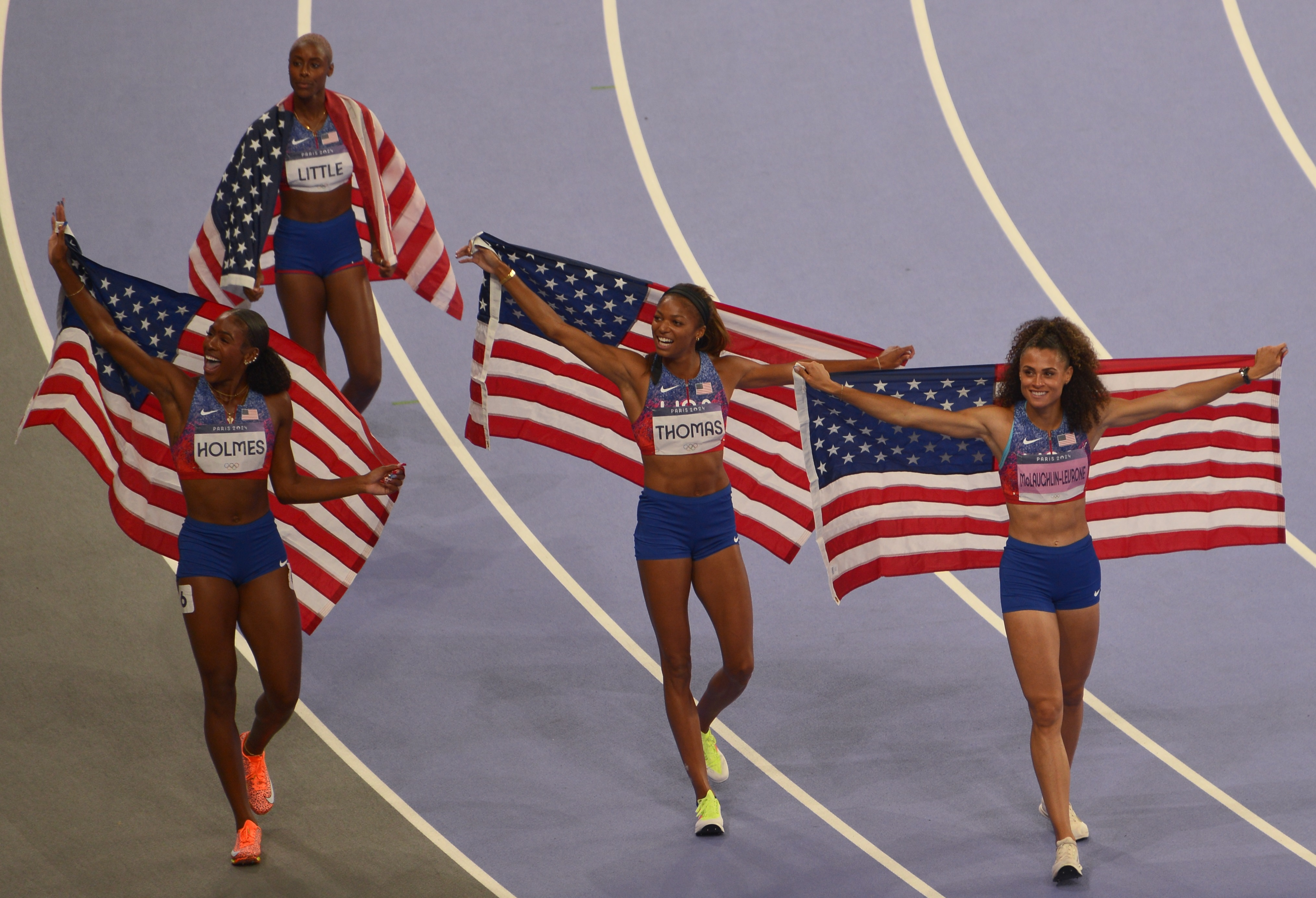
Estadunidenses celebram a conquista da medalha de ouro

A prova do revezamento 4x400 m feminino do atletismo nos Jogos Olímpicos de Verão de 2024 ocorreu em 9 e 10 de agosto de 2024 no Stade de France, em Paris. Um total de 79 atletas de 16 Comitês Olímpicos Nacionais (CON) participaram do evento.

## Qualificação
Para o revezamento 4x400 metros feminino, o período de qualificação foi entre 1 de julho de 2023 e 30 de junho de 2024. Quatorze equipes se classificaram através da World Athletics Relays de 2024 e as duas vagas restantes foram concedidas às equipes com as melhores classificações no ranking da World Athletics durante o período de qualificaçao.

## Formato
O evento usa o formato de duas fases (primeira rodada e final). São duas baterias iniciais na primeira rodada, com as três primeiras equipes em cada uma e as duas com os melhores tempos no geral avançando para a final.

## Calendário
Horário local (UTC+2)
| Data                 | Horário | Fase            |
| -------------------- | ------- | --------------- |
| 9 de agosto de 2024  | 10:40   | Primeira rodada |
| 10 de agosto de 2024 | 21:10   | Final           |

## Medalhistas
|  | USA Estados Unidos                                                                                                |  | NED Países Baixos                                                                               |  | GBR Grã-Bretanha |
|  | Shamier Little Sydney McLaughlin-Levrone Gabrielle Thomas Alexis Holmes Quanera Hayes Aaliyah Butler Kaylyn Brown |  | Lieke Klaver Cathelijn Peeters Lisanne de Witte Femke Bol Eveline Saalberg Myrte van der Schoot |  | Victoria Ohuruogu Laviai Nielsen Nicole Yeargin Amber Anning Yemi Mary John Hannah Kelly Jodie Williams Lina Nielsen |

## Recordes
Antes desta competição, os recordes mundiais e olímpicos da prova eram os seguintes:
| Tipo | Atleta                                                                                | Tempo (m) | Local | Data                 |
| ---- | ------------------------------------------------------------------------------------- | --------- | ----- | -------------------- |
|      | União Soviética · (Tatyana Ledovskaya, Olga Nazarova, Mariya Pinigina, Olga Bryzgina) | 3:15.17   | Seul  | 1 de outubro de 1988 |
|      | União Soviética · (Tatyana Ledovskaya, Olga Nazarova, Mariya Pinigina, Olga Bryzgina) | 3:15.17   | Seul  | 1 de outubro de 1988 |

### Por região
| Região                             | Equipe (atletas)                                                                                   | Tempo (m) |
| ---------------------------------- | -------------------------------------------------------------------------------------------------- | --------- |
| África                             | Nigéria · (Olabisi Afolabi, Fatima Yusuf, Charity Opara, Falilat Ogunkoya-Osheku)                  | 3:21.04   |
| Ásia                               | China · (An Xiaohong, Bai Xiaoyun, Cao Chunying, Ma Yuqin)                                         | 3:24.28   |
| Europa                             | União Soviética · (Tatyana Ledovskaya, Olga Nazarova, Mariya Pinigina, Olga Bryzgina)              | 3:15.17   |
| América do Norte, Central e Caribe | Estados Unidos · (Denean Howard-Hill, Diane Dixon, Valerie Brisco-Hooks, Florence Griffith-Joyner) | 3:15.51   |
| Oceania                            | Austrália · (Nova Peris-Kneebone, Tamsyn Manou, Melinda Gainsford-Taylor, Cathy Freeman)           | 3:23.81   |
| América do Sul                     | Brasil · (Geisa Coutinho, Bárbara de Oliveira, Joelma Sousa, Jailma de Lima)                       | 3:26.68   |

## Resultados

### Primeira rodada
As três primeiras equipes em cada bateria avançam à final (Q), assim como as duas equipes mais rápidas no geral (q).

#### Bateria  1
| Pos. | Raia | CON                | Atletas                                                                   | Reação | Tempo   | Notas |
| ---- | ---- | ------------------ | ------------------------------------------------------------------------- | ------ | ------- | ----- |
| 1    | 6    | USA Estados Unidos | Quanera Hayes, Shamier Little, Aaliyah Butler, Kaylyn Brown               | 0.243  | 3:21.44 | Q,    |
| 2    | 7    | GBR Grã-Bretanha   | Yemi Mary John, Hannah Kelly, Jodie Williams, Lina Nielsen                | 0.202  | 3:24.72 | Q,    |
| 3    | 8    | FRA França         | Sounkamba Sylla, Shana Grebo, Alexe Déau, Amandine Brossier               | 0.172  | 3:24.73 | Q     |
| 4    | 4    | BEL Bélgica        | Hanne Claes, Imke Vervaet, Camille Laus, Helena Ponette                   | 0.226  | 3:24.92 | q     |
| 5    | 9    | ESP Espanha        | Blanca Hervás, Berta Segura, Eva Santidrián, Carmen Avilés                | 0.151  | 3:28.29 |       |
| 6    | 5    | NOR Noruega        | Josefine Tomine Eriksen, Lakeri Ertzgaard, Elisabeth Slettum, Amalie Iuel | 0.172  | 3:28.61 |       |
| 7    | 2    | SUI Suíça          | Giulia Senn, Julia Niederberger, Annina Fahr, Yasmin Giger                | 0.150  | 3:29.75 |       |
| 8    | 3    | CUB Cuba           | Melissa Padrón, Daily Cooper Gaspar, Sahily Diago, Roxana Gómez           | 0.244  | 3:33.99 |       |

#### Bateria  2
| Pos. | Raia | CON               | Atletas                                                                           | Reação | Tempo   | Notas |
| ---- | ---- | ----------------- | --------------------------------------------------------------------------------- | ------ | ------- | ----- |
| 1    | 9    | JAM Jamaica       | Andrenette Knight, Ashley Williams, Charokee Young, Stephenie Ann McPherson       | 0.182  | 3:24.92 | Q,    |
| 2    | 4    | NED Países Baixos | Eveline Saalberg, Lieke Klaver, Myrte van der Schoot, Lisanne de Witte            | 0.195  | 3:25.03 | Q     |
| 3    | 8    | IRL Irlanda       | Sophie Becker, Phil Healy, Kelly McGrory, Sharlene Mawdsley                       | 0.204  | 3:25.05 | Q     |
| 4    | 7    | CAN Canadá        | Zoe Sherar, Aiyanna Stiverne, Lauren Gale, Kyra Constantine                       | 0.162  | 3:25.77 | q     |
| 5    | 5    | ITA Itália        | Ilaria Accame, Anna Polinari, Giancarla Trevisan, Alice Mangione                  | 0.235  | 3:26.50 |       |
| 6    | 6    | POL Polônia       | Anastazja Kuś, Justyna Święty-Ersetic, Aleksandra Formella, Alicja Wrona-Kutrzepa | 0.172  | 3:26.69 |       |
| 7    | 3    | GER Alemanha      | Skadi Schier, Alica Schmidt, Mona Mayer, Eileen Demes                             | 0.150  | 3:26.95 |       |
| 8    | 2    | IND Índia         | Vithya Ramraj, Jyothika Sri Dandi, M. R. Poovamma, Subha Venkatesan               | 0.175  | 3:32.51 |       |

### Final
As três equipes mais rápidas conquistam as medalhas.
| Pos.              | Raia | CON                | Atletas                                                                        | Reação | Tempo   | Notas                |
| ----------------- | ---- | ------------------ | ------------------------------------------------------------------------------ | ------ | ------- | -------------------- |
| Medalha de ouro   | 6    | USA Estados Unidos | Shamier Little, Sydney McLaughlin-Levrone, Gabrielle Thomas, Alexis Holmes     | 0.198  | 3:15.27 | Recorde da América   |
| Medalha de prata  | 5    | NED Países Baixos  | Lieke Klaver, Cathelijn Peeters, Lisanne de Witte, Femke Bol                   | 0.191  | 3:19.50 | Recorde nacional     |
| Medalha de bronze | 7    | GBR Grã-Bretanha   | Victoria Ohuruogu, Laviai Nielsen, Nicole Yeargin, Amber Anning                | 0.200  | 3:19.72 | Recorde nacional     |
| 4                 | 4    | IRL Irlanda        | Sophie Becker, Rhasidat Adeleke, Phil Healy, Sharlene Mawdsley                 | 0.207  | 3:19.90 | Recorde nacional     |
| 5                 | 9    | FRA França         | Sounkamba Sylla, Shana Grebo, Amandine Brossier, Louise Maraval                | 0.196  | 3:21.41 | Recorde nacional     |
| 6                 | 2    | CAN Canadá         | Zoe Sherar, Savannah Sutherland, Kyra Constantine, Lauren Gale                 | 0.156  | 3:22.01 | Recorde da temporada |
| 7                 | 3    | BEL Bélgica        | Naomi Van Den Broeck, Imke Vervaet, Hanne Claes, Helena Ponette                | 0.136  | 3:22.40 | Recorde da temporada |
| –                 | 8    | JAM Jamaica        | Stacey-Ann Williams, Andrenette Knight, Shiann Salmon, Stephenie Ann McPherson | 0.153  | DNF     |                      |

Legenda
| Recorde mundial      | Recorde mundial (World record)               |                       | Recorde africano                      | Recorde africano (African) |                                           | Q | Classificado por posição (Qualified) |
| Recorde olímpico     | Recorde olímpico (Olympic record)            | Recorde da América    | Recorde da América (Americas)         | q                          | Classificado por melhor tempo (Qualified) |   |                                      |
| Melhor marca do ano  | Melhor marca do ano (World leading)          | Recorde asiático      | Recorde asiático (Asian)              | DNS                        | Não largou (Did not start)                |   |                                      |
| Recorde nacional     | Recorde nacional (National record)           | Recorde europeu       | Recorde europeu (European)            | DNF                        | Não terminou (Did not finish)             |   |                                      |
| Recorde pessoal      | Recorde pessoal do atleta (Personal best)    | Recorde da Oceania    | Recorde da Oceania (Oceania)          | DSQ / DQ                   | Desclassificado (Disqualified)            |   |                                      |
| Recorde da temporada | Recorde da temporada do atleta (Season best) | Recorde sul-americano | Recorde sul-americano (South America) | NM                         | Sem marca (No mark)                       |   |                                      |